# A Máquina do Dia
A Máquina do Dia é o oitavo álbum de estúdio (nono da carreira) de Vinny. 
O disco foi lançado em 2005, com o selo Indie Records.
| “ | "Musicalmente, posso dizer que hoje em dia faço exatamente o que fazia antes de me tornar conhecido por "Mexe a Cadeira"! Meu primeiro disco era totalmente autoral e fiel ás minhas raízes folk rock!! Devo admitir que minha maior diferença hoje é o fato de gravar tudo em computadores, o que acaba por possibilitar uma maior abrangência de sons!! Apesar de ter gravado todos os instrumentos do disco, não me atreví a misturar sons eletrônicos em nenhuma canção! (...) "A Máquina do dia" foi um disco pensado e repensado... Gravado e regravado exaustivamente, até que tivesse essa forma crua e verdadeira do que sou eu! Não pensei se estava indo por caminhos tortos, ou o que o público acharia ou a crítica especializada, ou seja lá quem quer que fosse... É um privilégio poder estar diante do que hoje considero o melhor e mais inspirado disco da minha carreira... Minha vida pessoal está exposta feito carne viva em cada uma das 13 faixas." | ” |

## Faixas
1. "Máquina do Dia"
2. "Tudo Será para Sempre"
3. "Luiza"
4. "Nada Mais a Perder"
5. "O Silêncio"
6. "Pressa de Viver"
7. "Amor e Guerra"
8. "Farol no Mar"
9. "Tudo o que Você Quiser"
10. "Sem Voltar atrás"
11. "Antes de Enlouquecer"
12. "Luca"
13. "Sol do Meio Dia"